# Para qué la vida
Para qué la vida è un brano musicale del cantante spagnolo Enrique Iglesias, estratto come quarto singolo dall'album Quizás del 2002.
Il video musicale del brano è stato diretto da Simon Brand, ed è stato trasmesso per la prima volta nell'aprile 2003.

## Tracce
CD promo LATR03307-2
1. Para qué la vida - 4:11

## Classifiche
| Classifica (2002)                             | Posizione più alta |
| --------------------------------------------- | ------------------ |
| U.S. Billboard Hot Latin Tracks               | 1 (1)              |
| U.S. Billboard Latin Pop Airplay              | 1                  |
| U.S. Billboard Latin Tropical/Salsa Airplay   | 1                  |
| U.S. Billboard Latin Tropical Airplay         | 1                  |
| U.S. Billboard Bubbling Under Hot 100         | 1                  |
| U.S. Billboard Latin Regional Mexican Airplay | 1                  |